# Chiesa di Santa Caterina (Reggio Calabria)
La chiesa di Santa Caterina Vergine e Martire è una chiesa di Reggio Calabria ubicata in via Santa Caterina d'Alessandria, la cui costruzione è stata iniziata nel 1926 e portata a termine nel 1929. La facciata esterna richiama nei suoi elementi costruttivi e decorativi la facciata della Chiesa seicentesca.
In stile barocco, la chiesa si presenta con un armonioso prospetto principale scandito da lesene con capitelli di ordine corinzio. Il portale principale è sovrastato da un timpano a cornice curva, sovrastato da un grande rosone di forma ovale.
Essa è dedicata a Caterina d'Alessandria, martire del IV secolo, la cui festa ricorre il 25 novembre.
Della parrocchia fa parte l'"Oratorio delle Suore Figlie di Maria Immacolata", abitato dalle comunità religiose delle "Figlie di Maria Immacolata" e delle Suore Veroniche del Volto Santo.

## Descrizione interno
Dopo un lungo restauro recente, la Chiesa di S. Caterina si presenta così: lunga 33 m. e larga 17 m.; è a tre navate, delle quali la centrale termina con un'abside in cui sono raffigurate scene di vita della Santa Patrona. Nell'altare, posto al centro del presbiterio, vi è un altorilievo raffigurante scene del Vangelo tra cui quella dell'incontro di Gesù con la Samaritana (centro). Lungo la navata centrale, sia a destra e sia a sinistra, vi sono pitture raffiguranti l'AT e il NT; sopra i dipinti vi sono finestre a mosaici che rappresentano la Creazione ed i sette Sacramenti. Nella navata laterale (via della santità) di sinistra vi sono quadri di Santi e termina con una cappelletta dedicata al Sacro Cuore. Nella navata di destra (via della croce) vi sono finestre a mosaico raffiguranti simboli liturgici e una Via Crucis bronzea; al termine della navata è collocata la Cappella del Santissimo Sacramento, in cui vi è posto un Crocifisso ligneo antichissimo.